# Imigração portuguesa no Canadá
Luso-canadiano ou português canadiano é um canadiano que possui ascendência portuguesa ou um português que reside no Canadá. Em abril de 2016 havia 550 000 luso-canadianos a viver no Canadá, representando cerca de 2% do total da população canadiana.
A maioria dos luso-canadianos vive em Ontário 248.265 (69%), Quebeque 48.765 (14%) e Colúmbia Britânica 30.085 (8%). O bairro com maior número de portugueses é Davenport em Toronto.

## História
A presença regular de portugueses neste território data do início do século XVI. Contudo, a imigração portuguesa para o Canadá só começou a ter expressão a partir de 1953, ano em que uma importante comunidade de portugueses se fixou no país.
Entre 1953 e 1973, terão entrado no Canadá 91.583 portugueses, sendo 61,2% originários dos Açores.
Em 2003, a Comunidade Portuguesa no Canadá celebrou o 50.º aniversário da imigração portuguesa no Canadá.